# 夔州博物馆
夔州博物馆（英語：Kuizhou Museum）是一座位于重庆奉节县的博物馆。

## 历史
2010年10月计划筹建，2017年9月30日建成开馆，地址为重庆奉节县夔门街道诗城东路83号。占地37,000平方米，建筑面积8,000平方米，馆內藏有10,000余套文物。

## 营业时间
- 周二至周日：上午九点至下午五点
- 周一闭馆

## 外部連結
夔州博物馆的新浪微博